# Laura Bortolaso
Laura Bortolaso (Vicenza, 22 agosto 1960) è un'ex ginnasta italiana.

## Carriera
Ha vinto per sei volte consecutive il concorso generale individuale ai  Campionati italiani assoluti di ginnastica artistica, dal 1979 al  1984, conseguendo un totale di ventiquattro titoli di specialità.
Ai Giochi del Mediterraneo del 1979, a Spalato, ha vinto la medaglia d'oro nel concorso a squadre, al volteggio e al corpo libero. Nella stessa competizione ha vinto la medaglia d'argento nel concorso generale individuale e quella di bronzo alle parallele asimmetriche .
Nella successiva edizione (Casablanca 1983), ha vinto altre due medaglie di bronzo, nel concorso a squadre e alle parallele asimmetriche.
Costretta a rinunciare alle Olimpiadi di Mosca (1980) per il parziale boicottaggio dell'Italia, ha partecipato alle Olimpiadi di Los Angeles 1984, entrando in finale e ottenendo ottimi piazzamenti in tutte le specialità individuali: 20ª nel concorso generale, 10ª alla trave, 15ª alle parallele asimmetriche, 25ª al volteggio e 26ª al corpo libero.
Ha partecipato, inoltre, a svariate edizioni dei  campionati del mondo, dei campionati d’Europa e delle Universiadi, senza ottenere medaglie.